# Bohumil Med
Bohumil Med (* 24. září 1939 Humpolec) je hráč na lesní roh, pedagog, nakladatel a distributor hudebnin.

## Životopis
Narodil se 24. září 1939 v Humpolci. V roce 1963 absolvoval Pražskou konzervatoř, v letech 1965–1968 studoval na Janáčkově akademii múzických umění v Brně (není uveden mezi absolventy). Roku 1968 odešel do Brazílie, kde hrál v Brazilském symfonickém orchestru a přednášel na Universidade Federal do Estado do Rio de Janeiro (UniRio). V roce 1974 byl jmenován profesorem lesního rohu a hudební teorie na státní univerzitě v hlavním městě Brasília. Napsal učebnici hudební teorie.
Je zakládajícím členem Orchestru Národního divadla v Brazílii. Zastupuje v Brazílii české výrobce hudebních nástrojů Amati, Strunal a Delícia. Je majitel hudebního nakladatelství a největšího obchodu s hudebninami v Brazílii, podílí se na organizaci koncertů, vydává hudební měsíčník a je činný jako hudební publicista. Založil též kulturní společnost Brazílie–Československo (Brasil–República Tcheca), jíž je předsedou. Ve všech oborech své činnosti vždy propagoval českou hudbu. V roce 2002 byl odměněn Cenou Jana Masaryka Gratias agit 2002 za šíření dobrého jména České republiky v zahraničí. V září 2007 byl Bohumilu Medovi na Universidade de Brasília při odchodu do důchodu udělen čestný titul Zasloužilý profesor.